# Peninsular Ranges
Les Peninsular Ranges (també anomenada la Lower California province) són un grup de serralades de muntanyes que discorren 1,500 km (930 mi) des de Southern California fins a la punta sud de la Baja California Peninsula; formen part de les Coast Ranges, que discorren per la costa del Pacífic des d'Alaska fins Mèxic. Les altituds d'aquesta serralada són des de 500 a 10,834 peus (152 a 3,302 m).